# Min Homosyster
Min Homosyster (englischer Titel My Gay Sister) ist ein schwedisch-norwegischer Kurzfilm unter der Regie von Lia Hietala aus dem Jahr 2017. Der Film feierte am 11. Februar 2017 auf der Berlinale Weltpremiere und lief dort in der Sektion Generation Kplus. Er gewann den Teddy Award in der Kategorie Kurzfilm.

## Inhalt
Die zehnjährige Cleo verbringt mit ihrer lesbischen Schwester Gabbi und deren fester Freundin Majken Zeit im Sommerhaus in Nordschweden/Nordnorwegen. Gabbi fragt Cleo nach ihren sozialen Kontakten, ihrem Volleyballteam, ihren Freundinnen und Freunden und es kommt zu sehr persönlichen Gesprächen. Findet Cleo Nackthunde besser als Terrier mit lockigem Fell? Liebt sie Sadira? Oder vielleicht Kevin? Und woran bemerkt man überhaupt, dass man verliebt ist? Während Gabbi leichten Druck auf Cleo ausübt, geht Majken viel offener mit dem Mädchen um.

## Hintergrund
Der Film spielt in Nordschweden/Nordnorwegen. Regie führte Lia Hietala, von der auch das Drehbuch stammt. Produziert wurde Min Homosyster von New Stories und Toft Film.
Der Film feierte am 11. Februar 2017 auf der Berlinale in der Sektion Generation Kplus Weltpremiere.

## Auszeichnungen

### Filmpreise
- 2017: Berlinale: Teddy Award für den besten Kurzfilm.[3]
- 2017: The Tel Aviv International LGBT Film Festival: Best International Short Film, Preis der Jury[4]

### Nominierungen
- 2017: Zagreb Film Festival für The Golden Pram[5]

### Teilnahme an weiteren Festivals
- 2017: SEOUL International Women’s Film Festival
- 2017: MIX Copenhagen
- 2017: Queerfilm Festival Bremen
- 2018: KUKI 11 (International Short Film Festival for Children and Youth Berlin 2018) im Rahmen der Interfilm[6]
- 2018: Internationales Frauenfilmfestival Dortmund Köln[7]